# Thomas Hennen (Bischof)
Thomas Joseph Hennen (* 4. Juli 1978 in Ottumwa, Iowa) ist ein US-amerikanischer römisch-katholischer Geistlicher und ernannter Bischof von Baker.

## Leben
Thomas Hennen erwarb zunächst einen Bachelor an der Saint Ambrose University in Davenport und studierte anschließend Philosophie und Theologie am Päpstlichen Nordamerika-Kolleg in Rom. An der Päpstlichen Akademie Alfonsiana erwarb er zudem das Lizenziat in Moraltheologie. Die Diakonenweihe empfing er 2003 in Rom. Am 10. Juli 2004 empfing er in der Kathedrale von Davenport durch Bischof William Edwin Franklin das Sakrament der Priesterweihe für das Bistum Davenport.
Nach der Priesterweihe war er bis 2010 in Clinton in der Pfarrseelsorge und anschließend ein Jahr lang als Hochschulseelsorger an der University of Iowa tätig. Von 2011 bis 2018 war er Diözesandirektor für die Berufungspastoral und von 2014 bis 2017 zudem Seelsorger und Lehrer an der Assumption High School in Davenport. Von 2017 bis 2021 war er Hochschulseelsorger an der Saint Ambrose University. Ab 2020 war er Generalvikar des Bistums Davenport und ab 2021 zusätzlich Rector ecclesiae der Kathedrale von Davenport.
Papst Leo XIV. ernannte ihn am 10. Juli 2025 zum Bischof von Baker. Die Bischofsweihe ist für den 17. September 2025 vorgesehen.